# فريدريك باير
فريدريك باير (Fredrik Bajer) هو كاتب وسياسي وناشط سلام دانماركي ولد في 21 أبريل 1837 وتوفي في 22 يناير 1922. عمل ضابطا في الجيش الدانماركي خلال حرب 1864 ضد النمسا وبروسيا. سمح له بمغادرة الجيش سنة 1865 واستقر في كوبنهاغن حيث عمل بروفسورا وكاتبا ومترجما. دخل سنة 1872 إلى المجلس النيابي الدانماركي وبقي فيه مدة ثلاثة وعشرين سنة. عمل رئيس الاتحاد البرلماني الدولي والمكتب الإعلامي الدائم للسلام.

## روابط خارجية
- فريدريك باير على موقع الموسوعة البريطانية (الإنجليزية)
- فريدريك باير على موقع إن إن دي بي (الإنجليزية)